# Robert III d'Alençon
Robert III d'Alençon († a Morteveille el 8 de setembre de 1217), de la casa de Montgommery-Bellême, va ser comte d'Alençon de 1191 a 1217. Era el segon fill de Joan I d'Alençon, i de Beatriu del Maine.

## Biografia
El seu pare va morir el febrer de 1191, i el seu germà gran Joan II d'Alençon el 6 de maig de 1191, el que hauria fet d'ell el nou comte d'Alençon. Durant la seva vida, la guerra va fer furor entre el rei de frança Felip August i els reis d'Anglaterra Ricard Cor de Lleó i Joan sense Terra. El 1203, Robert va abandonar al seu senyor i es va unir al camp capetià. El maig, els francesos entraren a Alençon. Aquest canvi permeté al senyor d'Alençon de conservar les seves terres una vegada el ducat de Normandia fou conquerit per Felip August quan diversos senyors normands que havien continuat sent fidels als Plantagenet van veure les seves terres confiscades.

## Matrimoni i fill
- Es casa en primeres noces amb una Matilde del qual no es coneix més que el nom i de la que va enviudar.
- Es casa de nou llavors amb Joana de Preuilly († 1211), filla de Gauzbert, senyor de Preuilly i del Bouchet, i d'Adelaida de Vendôme. D'aquest matrimoni van néixer:
  - Joan († 1212), casat amb Adela de Royes, però mort sense posteritat abans que el seu pare;
  - Matilde († 1218), casada amb Teobald VI de Blois († 1218), Comte de Blois, de Chartres i de Clermont-en-Beauvaisis
- Vidu, es va casar de nou en terceres noces, abans de 1215 amb Emma de Laval (1200-1264), filla de Guiu V, senyor de Laval i d'Hawisa de Craon. Robert i Emma de Laval van tenir:
  - Robert IV d'Alençon, comte d'Alençon, nascut pòstum i mort a finals del 1219, abans del gener de 1220.
  - Alix
  - Èlia.
- Emma de Laval (1200-1264) va quedar vídua i es va casar llavors amb Mateu II de Montmorency, baró de Montmorency, i després amb Joan, senyor de Toucy.

## Successió
Després de la seva mort el 1217, el comtat d'Alençon va ser comprat per la corona francesa, però ràpidament va passar legítimament al fill nascut pòstum Robert IV, el qual va morir al cap de poc més de dos anys. Llavors, el rei Felip II de França va recomprar els drets d'Alençon, el gener del 1220, a les dues germanes de Robert, Alix i Èlia. Les terres de Saosnois, Montgommery i Le Mêle-sur-Sarthe van passar a Aimery II, vescomte de Châtellerault, fill d'Alix d'Alençon (germana de Joan II d'Alençon) i tia d'Alix d'Alençon (germana de Robert III).